# 皖南木雕
皖南木雕是安徽省宣城的一种民间艺术，在明代成型。这种艺术起源于版画，具有一种名为手工平凿拉丝法的特殊工艺，使其区别于其他木雕。皖南木雕入选第二批安徽省级非物质文化遗产项目名录。
- 省级非物质文化遗产——皖南木雕[永久]
- 皖南木雕传承人丁峰和他的徒弟们[]